# Akce Pavouk
Akce Pavouk byl krycí název pro sledování židovského obyvatelstva v ČSSR složkami StB v období tzv. normalizace. Akce byla zahájena v roce 1971 a k roku 1988 obsahovala složky vedené až na 20 tisíc československých občanů židovského původu. Drtivou většinu spisů StB stihla zničit v prosinci 1989.
Cílem akce bylo omezení židovského náboženského a kulturního života za pomoci policejní šikany, zastrašování a represe, ale také spolupráce jednotlivých osob z řad členů židovských obcí.
Mnoho židovských obyvatel bylo proto nuceno emigrovat, mezi nimi např. i dnešní vrchní zemský rabín Karol Sidon.
Akce Pavouk např. Židům znemožňovala přístup k informacím ve Státním židovském muzeu a zajišťovala i úplné absurdity, například aby se v letadlech ČSA nepodávala košer strava.
Odsud pocházel i seznam spisovatelů a umělců židovského původu, zveřejněný začátkem devadesátých let 20. století v časopise Politika.